# Naturschutzgebiet Glashütte

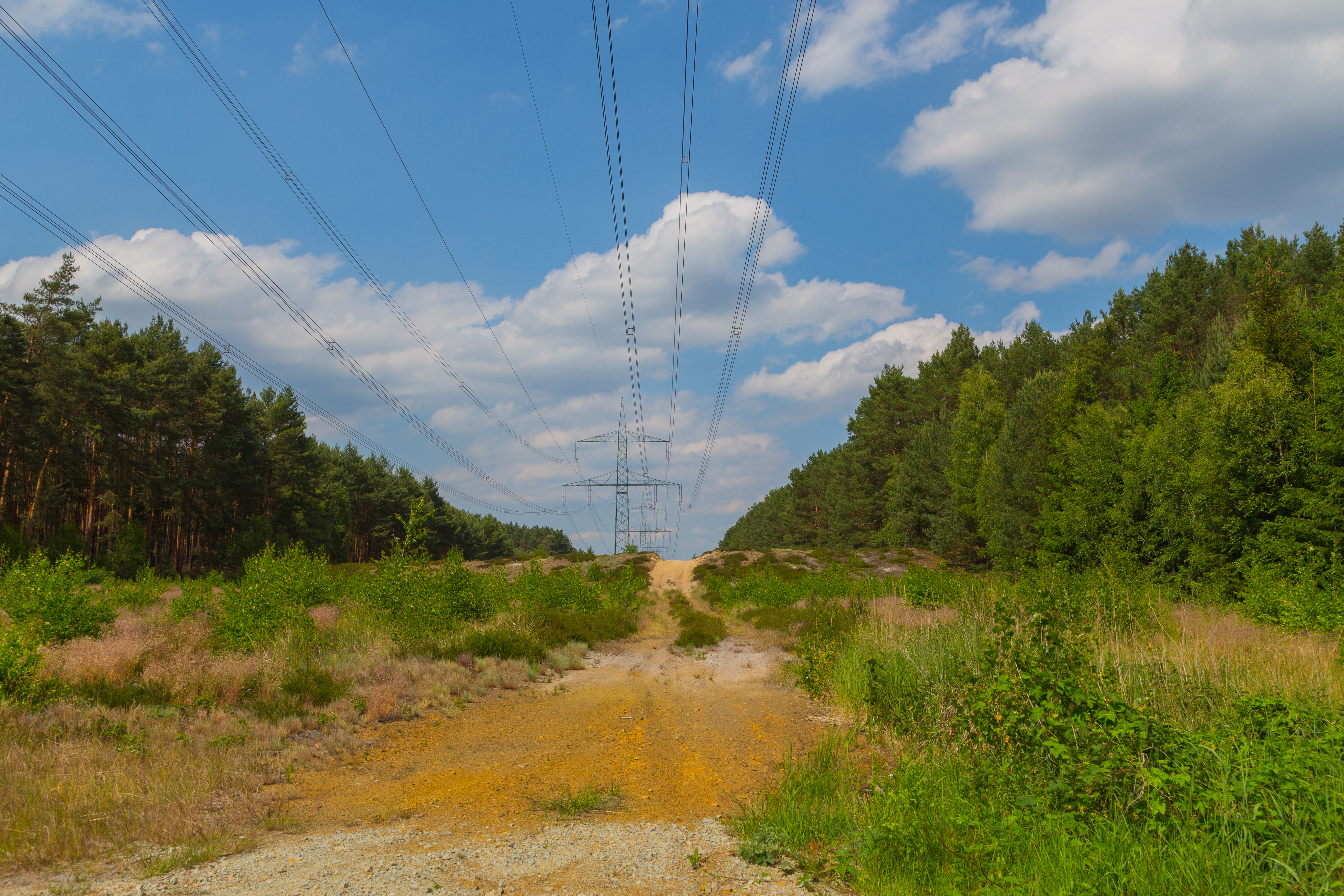
Im Naturschutzgebiet Glashütte (2015)

Das Naturschutzgebiet Glashütte liegt auf dem Gebiet der Stadt Baruth/Mark im Landkreis Teltow-Fläming in Brandenburg.
Das Gebiet mit der Kenn-Nummer 1587 wurde mit Verordnung vom 28. Juli 2003 unter Naturschutz gestellt. Das rund 1390 ha große Naturschutzgebiet erstreckt sich südöstlich der Kernstadt Baruth/Mark und nordwestlich von Rietzneuendorf. Westlich verläuft die B 96 und östlich die A 13. Südöstlich fließt die Dahme.